# Якутская литература
Якутская литерату́ра — литература народа саха на якутском языке.
В «Малой советской энциклопедии» говорится, что «До Великой Октябрьской социалистич. революции якутский народ не имел своей письменной литературы» и лишь «В 1925 вышел в свет первый сборник советской якутской поэзии под названием „Красные песни“», но основоположником якутской литературы принято считать Алексея Кулаковского, который в 1900 году написал стихотворение «Байанай алгыһа» («Благословение Баяная») — считающееся первым произведением якутской письменной художественной литературы.
Решающую роль в возникновении якутской художественной литературы сыграла книга О. Н. Бётлингка «О языке якутов» (1851), в которой были опубликованы «Ахтыылар» («Воспоминания») А. Я. Уваровского (1800—1861).

## Якутские авторы

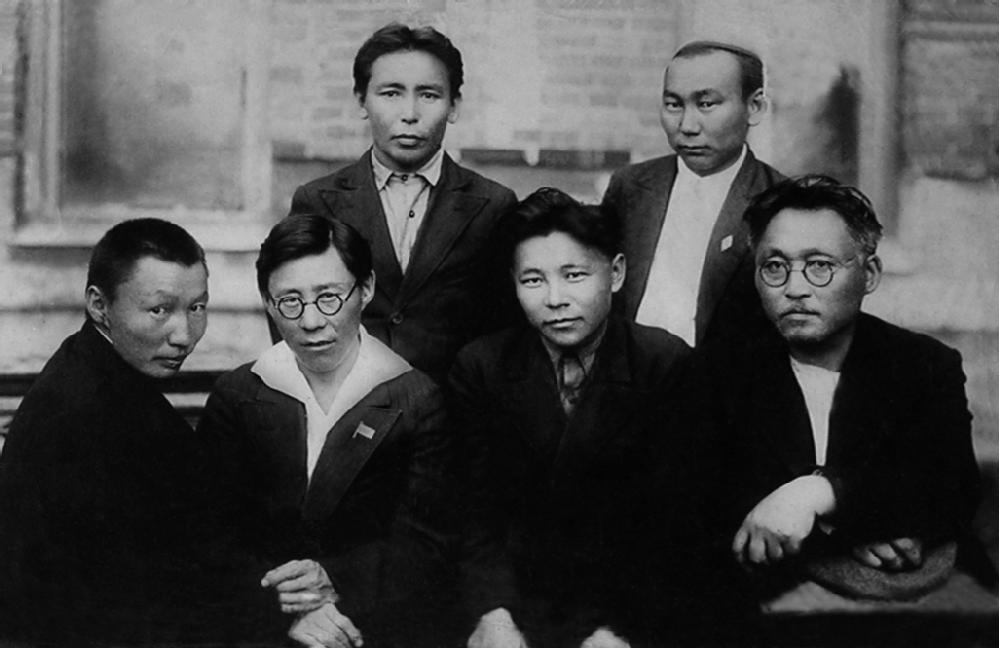
Участники I Всеякутской языковедческой конференции. Сидят (слева направо): Г. У. Гермогенов (Эргис), П. А. Ойунский, неизвестный, Г. В. Ксенофонтов; стоят: Н. И. Степанов, В. М. Новиков
(Якутск. 1934 год)

- Винокуров, Илья Дорофеевич (1914—1952, псевдоним Чаҕылҕан)
- Гоголев, Иван Михайлович (1930—1998)
- Данилов, Семён Петрович (1917—1978)
- Данилов, Софрон Петрович (1923—1993)
- Ермолаев, Рафаэль Дмитриевич (1931—2016, псевдоним Рафаэль Баҕатаайыскай)
- Ефимов, Моисей Дмитриевич (1929—2010)
- Золотарёв, Николай Гаврилович (псевдоним Николай Якутский, 1908—1995)
- Иванов, Алексей Андреевич[якут.] (1898—1934)
- Кулаковский, Алексей Елисеевич (псевдоним Алексей Ексекюлях, 1877—1926)
- Кулачиков, Серафим Романович (псевдоним Элляй, 1904—1976)
- Макаров, Гавриил Иванович (1914—1956, псевдоним Дьуон Дьаҥылы)
- Мординов, Николай Егорович (псевдоним Амма Аччыгыя, 1906—1994)
- Неустроев, Николай Денисович (1895—1929)
- Неустроева, Анна Денисовна (1903—1947)
- Новиков, Владимир Михайлович (псевдоним Кюннюк Урастыров, 1907—1990)
- Павлов, Николай Николаевич[якут.]
- Попов, Леонид Андреевич (1919—1990)
- Руфов, Семён Титович[якут.] (р. 1927)
- Саввин, Степан Афанасьевич (1903—1970, псевдоним Күн Дьирибинэ)
- Седалищев, Никифор Кирикович (1913—1944, псевдоним Дьүөгэ Ааныстыырап)
- Сивцев, Дмитрий Кононович (псевдоним Суорун Омоллоон, 1906—2005)
- Сивцев, Ефрем Степанович (1909—1989)
- Слепцов, Иван Егорович[якут.] (псевдоним Иван Арбита, 1913—1943)
- Слепцов, Платон Алексеевич (псевдоним Ойунский, 1893—1939)
- Сметанин, Тимофей Егорович (1919—1947)
- Соловьёв, Василий Сергеевич (1915—1993, псевдоним Болот Боотур)
- Софронов, Анемподист Иванович (1886—1935)
- Сыромятников, Георгий Саввич (1926—1991)
- Тобуроков, Николай Николаевич (р. 1934)
- Тобуроков, Пётр Николаевич (1917—2001)
- Туласынов, Пантелеймон Яковлевич (1916—1949)
- Харлампьева, Наталья Ивановна
- Эрилик Эристиин (1892—1942)
- Яковлев, Семён Степанович